# Journal of Leukocyte Biology
Das Journal of Leukocyte Biology, abgekürzt J. Leukoc. Biol., ist eine wissenschaftliche Fachzeitschrift, die von der Society for Leukocyte Biology veröffentlicht wird. Die Zeitschrift wurde im Jahr 1964 unter dem Namen Journal of the Reticulendothelial Society gegründet und wechselte im Jahr 1983 zum jetzigen Namen. Sie erscheint monatlich. Es werden Arbeiten, die sich mit der Zell- und Molekularbiologie von Leukozyten beschäftigen, veröffentlicht.
Der Impact Factor lag im Jahr 2014 bei 4,289. Nach der Statistik des ISI Web of Knowledge wird das Journal mit diesem Impact Factor in der Kategorie Zellbiologie an 66. Stelle von 184 Zeitschriften, in der Kategorie Hämatologie an 13. Stelle von 68 Zeitschriften und in der Kategorie Immunologie an 31. Stelle von 148 Zeitschriften geführt.